# Estados Unidos nos Jogos Olímpicos de Verão de 1896
Quatorze competidores dos Estados Unidos da América competiram em três esportes: atletismo, tiro ao alvo e natação nos Jogos Olímpicos de Verão de 1896 em Atenas, Grécia. Ganharam 11 medalhas de ouro, 7 de prata e 3 de bronze, terminando em 1º lugar.

## Delegação
| Esporte   | Nº de atletas | Representantes |
| --------- | ------------- | --- |
| Atletismo | 10            | Albert Tyler, Arthur Blake, Ellery Clark, Francis Lane, Herbert Jamison, James Connolly, Robert Garrett, Thomas Curtis, Tom Burke e William Hoyt |
| Natação   | 1             | Gardner Williams |
| Tiro      | 3             | Charles Waldstein, John Paine e Sumner Paine |
| Total     | 14            | |

## Medalhas
| Atleta          | Esporte   | Evento                        | Medalha |
| --------------- | --------- | ----------------------------- | ------- |
| Ellery Clark    | atletismo | Salto em altura masculino     | Ouro    |
| Ellery Clark    | atletismo | Salto em distância masculino  | Ouro    |
| James Connolly  | atletismo | Salto triplo masculino        | Ouro    |
| Robert Garrett  | atletismo | Arremesso de disco masculino  | Ouro    |
| Robert Garrett  | atletismo | Arremesso de peso masculino   | Ouro    |
| Thomas Curtis   | atletismo | 110 m com barreiras masculino | Ouro    |
| Tom Burke       | atletismo | 100 m masculino               | Ouro    |
| Tom Burke       | atletismo | 400 m masculino               | Ouro    |
| William Hoyt    | atletismo | Salto com vara masculino      | Ouro    |
| John Paine      | tiro      | Pistola militar 25 m          | Ouro    |
| Sumner Paine    | tiro      | Pistola livre                 | Ouro    |
| Albert Tyler    | atletismo | Salto com vara masculino      | Prata   |
| Arthur Blake    | atletismo | 1500 m masculino              | Prata   |
| Herbert Jamison | atletismo | 400 m masculino               | Prata   |
| James Connolly  | atletismo | Salto em altura masculino     | Prata   |
| Robert Garrett  | atletismo | Salto em altura masculino     | Prata   |
| Robert Garrett  | atletismo | Salto em distância masculino  | Prata   |
| Sumner Paine    | tiro      | Pistola militar 25 m          | Prata   |
| Francis Lane    | atletismo | 100 m masculino               | Bronze  |
| James Connolly  | atletismo | Salto em distância masculino  | Bronze  |